# 90837 Raoulvalentini
90837 Raoulvalentini este o planetă minoră (asteroid), cu un diametru de 5,806 km, din centura de asteroizi. A fost descoperită pe 18 noiembrie 1995 la  de osservatorio San Vittore⁠(d). 
Obiectul prezintă o orbită caracterizată de o semiaxă mare de 2,7553520993163 UAi, o excentricitate de 0,2361113118293, o înclinație de 6,543818536585 ° în raport cu ecliptica.